# Luftflotte 5
Luftflotte 5 (Flotta aerea 5) è stata una delle divisioni primarie della Luftwaffe tedesca nella seconda guerra mondiale. È stata costituita il 12 aprile 1940 ad Amburgo per l'invasione della Norvegia. Si trasferì a Oslo, in Norvegia, il 24 aprile 1940 e fu l'organizzazione responsabile dell'attività della Luftwaffe nella Norvegia occupata durante la seconda guerra mondiale.

## Storia
Luftflotte 5 fu responsabile delle operazioni aeree tedesche durante l'invasione della Norvegia e, successivamente, della difesa del territorio occupato. Era diviso in varie formazioni operative, che governavano le forze aeree, e in distretti aerei (Luftgau) che controllavano le forze e le strutture di terra.
Nel 1940, per l'invasione, la sua principale risorsa aerea era Fliegerkorps X, una formazione composta da quattro bombardieri e un'ala da caccia (Geschwader) insieme a forze di supporto aereo. Con la conclusione della campagna norvegese il Fliegerkorps X fu spostato in altri teatri: prima alla Battaglia d'Inghilterra, poi al Mar Mediterraneo.
Il 15 agosto 1940 la Luftwaffe organizzò il maggior numero di sortite della battaglia d'Inghilterra. Luftflotte 5 ha attaccato il nord dell'Inghilterra. Credendo che la forza del Fighter Command fosse concentrata nel sud, le forze d'incursione dalla Danimarca e dalla Norvegia incontrarono una resistenza inaspettatamente forte. Inadeguatamente scortati dai Bf 110, i bombardieri furono abbattuti in gran numero. L'Inghilterra nord-orientale è stata attaccata da 65 Heinkel He 111 scortati da 34 Messerschmitt Bf 110 e la RAF Driffield è stata attaccata a mezzogiorno da 50 Junkers Ju 88 senza scorta. Su 115 bombardieri e 35 combattenti inviati, 16 bombardieri e 7 combattenti furono distrutti. Come risultato di queste vittime, Luftflotte 5 non è apparso di nuovo in forza nella campagna.
Dopo l'invasione della Norvegia le operazioni aeree passarono sotto il Fliegerführer (Ff) Nord, una formazione ad hoc di squadroni assegnati (Staffel) e gruppi (Gruppe). Dal giugno 1941 le forze di caccia in Norvegia passarono sotto il comando separato di Jagdfliegerführer Norwegen. Le forze totali ammontavano a tre gruppi di caccia e un gruppo di bombardieri, con annessi squadroni di caccia notturni e cacciabombardieri più ausiliari.
Sul campo i beni della Luftflotte 5 erano amministrati da un unico distretto aereo, Luftgau Kommando (LgK) Norwegen, con comandi subordinati che operavano aeroporti intorno a Oslo, Kristiansand, Bergen e Stavanger a sud, Trondheim, al centro, e Narvik e Kirkenes a il nord del paese.
Nel 1941, con l'invasione dell'Unione Sovietica e l'entrata in guerra della Finlandia come alleato della Germania, fu formato un secondo distretto aereo (LgK Finnland) intorno a Rovaniemi, per coordinare l'attività aerea tedesca sul fronte settentrionale e l'operazione Silberfuchs.
Nel giugno 1942 Ff Nord fu diviso in tre distinti comandi; Ff Nord West ("Nord (ovest)"), organizzato da Trondheim; Ff Lofoten che opera dalle isole Lofoten contro i convogli alleati diretti a Murmansk e ai porti artici sovietici; e Ff Nord Ost ("Nord (est)"), a supporto delle operazioni dell'esercito contro Murmansk e il fronte settentrionale. Nell'estate del 1942 le Ff Lofoten furono rinforzate con due gruppi di bombardieri formati appositamente per le operazioni marittime.
Nel 1944 queste formazioni furono nuovamente riorganizzate; Nord Ost divenne, brevemente Ff Eismeer prima di diventare Ff 3; Il Nord Ovest è diventato Ff 4; e Lofoten divenne Ff 5.
Sul campo LgK Norwegen divenne Kommandierende General der Luftwaffe (KG) in Norwegen, coprendo formazioni terrestri e aeree in Norvegia, mentre LgK Finnland divenne KG Finnland, con un mandato simile in Finlandia e, successivamente, Norvegia settentrionale.
Con il proseguire della guerra, complice anche la disfatta tedesca, queste organizzazioni divennero sempre più irrilevanti poiché le forze tedesche furono costrette a ritirarsi e la loro forza aerea diminuì.

## Ufficiali in comando
- Generalfeldmarschall Erhard Milch, 12 aprile 1940-9 maggio 1940
- Generaloberst Hans-Jürgen Stumpff, 10 maggio 1940-27 novembre 1943
- Generale Josef Kammhuber, 27 novembre 1943 - 16 settembre 1944